# 佐野一彦 (イラストレーター)
佐野 一彦（さの かずひこ、1952年 - 2011年）は、日本出身のイラストレーター。全米のトップ・イラストレーターに15年連続選ばれており、1983年の映画『スター・ウォーズ ジェタイの復讐』の"Style B"ポスター（こちら）を手掛けた。

## 略歴
- 1952年 - 東京都港区に生まれる。
- 1965年 - 東京教育大学附属小学校（現・筑波大学附属小学校）卒業。
- 1971年 - 東京教育大学附属中学校・高等学校（現・筑波大学附属中学校・高等学校）を卒業後、デッサン、油絵を勉強する。 
高校の同期には、石田徹（元資源エネルギー庁長官）、井上和雄（元衆議院議員）、川又雄二郎（数学者）、越澤明（都市工学者）、津田真男（モスクワオリンピック・シングルスカル日本代表）、林己知夫（建築家）、村上誠一郎（衆議院議員）などがいた。
- 1975年 - 米国カリフォルニア州サンフランシスコのアカデミー・オブ・アートカレッジに入学、イラストレーションを学ぶ。
- 1977年 - 同校の奨学金コンテストで1位になり、メリット・スカラーシップを受け、同年、学士号を取得する。
  - また、この年、永住権申請に必要なスポンサーを見つけ、1978年、グリーンカードの申請を開始、少しずつ仕事を始め、アカデミーで大学院のコースを取る。サンフランシスコにてグループ展。
- 1981年 - 修士号を取得し、またグリーンカードも獲得。フリーランスのイラストレーターとして出発する。サンフランシスコにてグループ展。
- 1983年 - 映画『スター・ウォーズ ジェタイの復讐』のポスター制作を手懸ける。
  - また、この年、ニューヨークのイラストレーター協会に作品が初めて入選。この年よりアカデミー・オブ・アート・カレッジの講師を務める。
- 1986年 - サンフランシスコの市バスに同市の歴史の絵を描く。サンフランシスコにてグループ展。
- 1988年 - 映画『ガラスの動物園』ポスターで、『ハリウッド・リポーター』誌主催Key Art賞 受賞。
- 1990年 - 『ダイアグノスティック・ウィザードリイ』（ロサンゼルス・タイムズ）で『Print』誌主催リージョナル賞受賞。『パイオニアズ』（ロサンゼルス・タイムズ）で『Graphic Design』誌主催USA・DESl賞 受賞。
- 1991年 - サンフランシスコ・イラストレーター協会から『レリック』でゴールド・メダル賞 受賞。サンフランシスコにてグループ展。
- 1992年 - 新潮社の『スカーレット』の表紙を描く。映画“At Play in the Fields of the Lord”ポスターで『Art Direction』誌主催 Creativity賞 受賞。東京にて偉大なるコマーシャルアート展。
- 1994年 - ロサンジェルス・イラストレーター協会からパトリック・ネイグル賞（最優秀作家賞）受賞。
- 1996年 - ニューヨーク・イラストレーター協会にて個展。『スター・ウォーズ・トリロジー』のプロモーションの仕事を手懸ける。
- 1997年 - アメリカ郵政省の記念切手プロジェクト「セレブレート・ザ・センチュリー」に着手。
- 1998年 - 『ナショナル・ジオグラフィック』誌の“デボン紀”の仕事に着手。
- 1999年 - 『ナショナル・ジオグラフィック』の“OH－62”復元のチームのメンバーに選ばれる。イラストレーター協会から第42回アニュアル・エキシビションの審査員を任される。ミルバレー町の美術委員会の委員になる。アメリカの“1970年代”の切手が発行される。『ナショナル・ジオグラフィック』誌に描いた“デボン紀の魚と両生類”がアート・オブ・ナショナル・ジオグラフィック／センチュリー・オブ・イラストレーションに選ばれ、National Geographic Societyより出版される。
- 2000年 - “アート・オブ・ナショナル・ジオグラフィック／センチュリー・オブ・イラストレーション”展“プッシング・ザ・エンヴェロープ／アメリカ切手展”に作品が選ばれる。日本での初来日個展を開催。初のジクレー作品をガレリア・プロバより発表。
- 2011年 - 5月末に癌のため死去。